# World Series 1954
Le World Series 1954 sono state la 51ª edizione della serie di finale della Major League Baseball al meglio delle sette partite tra i campioni della National League (NL) 1954, i New York Giants e quelli della American League (AL), i Cleveland Indians. A vincere il loro quinto titolo furono i Giants per quattro gare a zero.
I Giants interruppero una serie record di cinque trionfi consecutivi dei New York Yankees. Questo fu l'ultimo titolo durante la loro permanenza a New York. Dopo il trasferimento a San Francisco, la squadra non vi riuscì più sino al 2010. All'inizio della serie i favoriti erano tuttavia considerati gli Indians, che quell'anno avevano stabilito l'allora record dell'AL con 111 vittorie nella stagione regolare.

## Sommario
New York ha vinto la serie, 4-0.
| Gara | Data         | Risultato                                              | Stadio            | Tempo | Pubblico |
| ---- | ------------ | ------------------------------------------------------ | ----------------- | ----- | -------- |
| 1    | 29 settembre | Cleveland Indians – 2, New York Giants – 5 (10 inning) | Polo Grounds      | 3:11  | 52.751   |
| 2    | 30 settembre | Cleveland Indians – 1, New York Giants – 3             | Polo Grounds      | 2:50  | 49.099   |
| 3    | 1º ottobre   | New York Giants – 6, Cleveland Indians – 2             | Cleveland Stadium | 2:28  | 71.555   |
| 4    | 2 ottobre    | New York Giants – 7, Cleveland Indians – 4             | Cleveland Stadium | 2:52  | 78.102   |

## Hall of Famer coinvolti
- Umpires: Al Barlick, Jocko Conlan
- Giants: Leo Durocher (man.), Monte Irvin, Willie Mays, Hoyt Wilhelm
- Indians: Al López (man.), Larry Doby, Bob Lemon, Early Wynn, Hal Newhouser, Bob Feller